# 12482 Pajka
12482 Pajka eller 1997 FG1 är en asteroid i huvudbältet som upptäcktes den 23 mars 1997 av de båda slovakiska astronomerna Adrián Galád och Alexander Pravda vid Modra-observatoriet. Den är uppkallad efter en av upptäckarnas dotter, Paula Pravdová.